# Cinchona
Cinchona L., 1753 è un genere di piante arboree della famiglia delle Rubiaceae, diffuso sulle Ande.
Comprende specie conosciute col nome di china, con proprietà attribuite agli alcaloidi presenti nella corteccia.

## Etimologia
Il nome del genere deriva da Ana de Osorio, contessa di Chinchón e moglie di Luis Jerónimo de Cabrera, viceré del Perù, che secondo la leggenda scoprì su sé stessa le virtù della corteccia di china, guarendo da febbri malariche e decidendo l'importazione in Europa (1639) (vedi Chinino).

## Tassonomia
Il genere comprende le seguenti specie:
- Cinchona anderssonii Maldonado
- Cinchona antioquiae L.Andersson
- Cinchona asperifolia Wedd.
- Cinchona barbacoensis H.Karst.
- Cinchona × boliviana Wedd.
- Cinchona calisaya Wedd. - china calisaia
- Cinchona capuli L.Andersson
- Cinchona fruticosa L.Andersson
- Cinchona glandulifera Ruiz & Pav.
- Cinchona hirsuta Ruiz & Pav.
- Cinchona krauseana L.Andersson
- Cinchona lancifolia Mutis
- Cinchona lucumifolia Pav. ex Lindl.
- Cinchona macrocalyx Pav. ex DC.
- Cinchona micrantha Ruiz & Pav.
- Cinchona mutisii Lamb.
- Cinchona nitida Ruiz & Pav.
- Cinchona officinalis L. - se ne ricava il chinino
- Cinchona parabolica Pav.
- Cinchona pitayensis (Wedd.) Wedd.
- Cinchona pubescens Vahl - china pubescente
- Cinchona pyrifolia L.Andersson
- Cinchona rugosa Pav.
- Cinchona scrobiculata Humb. & Bonpl.
- Cinchona villosa Pav. ex Lindl.

## Principi attivi
La corteccia contiene i principi attivi: alcaloidi chininici (dai quali sono stati estratti chinina e acido chinico), olio essenziale e resine.

## Proprietà
Antimalarico, antidolorifico e antifebbrile: ad alte dosi e solo su prescrizione medica (oggi si usano la chinina e i suoi derivati).
Amaro tonico e digestivo: a piccole dosi, in soluzioni alcoliche edulcorate e aromatizzate; molto apprezzato il noto elisir di china, liquore preparato con la pregiata varietà calisaya e aromatizzato con l'arancio amaro.
In erboristeria è utilizzato per contrastare gli effetti negativi della pressione bassa.
In cosmetica si impiegano gli estratti per frizioni contro i capelli grassi.
Nella giusta dose viene anche usata per rendere le bevande (energy drink solitamente) di colore giallo fluorescente.